# Éva Rakusz
Éva Rakusz (* 13. Mai 1961 in Miskolc) ist eine ehemalige ungarische Kanutin.

## Karriere
Éva Rakusz gab ihr Olympiadebüt 1980 in Moskau, bei denen sie mit Mária Zakariás im Zweier-Kajak auf der 500-Meter-Strecke antrat. Sie qualifizierten sich als Zweite ihres Vorlaufs hinter Carsta Genäuß und Martina Bischof aus der DDR direkt für den Endlauf, den sie auf dem dritten Platz beendeten. In 1:47,95 Minuten beendeten sie hinter Genäuß und Bischof, die Olympiasiegerinnen wurden, sowie den zweitplatzierten Galina Kreft und Nina Gopowa aus der Sowjetunion das Rennen, womit sie die Bronzemedaille gewannen.
Bei den Olympischen Spielen in Seoul folgte acht Jahre später Rakuszs zweite Olympiateilnahme, bei der sie unter anderem neben Erika Mészáros, Erika Géczi und Rita Kőbán zur Crew des ungarischen Vierer-Kajaks gehörte. Die Mannschaft gewann ihren Vorlauf, womit sie sich direkt für das Finale qualifizierte. Mit einem Rückstand von knapp einer Sekunde auf den deutschen Vierer überquerten sie in diesem nach 1:41,88 Minuten als zweitschnellstes Team die Ziellinie und sicherten sich die Silbermedaille. Dritte wurden die Bulgarinnen. Darüber hinaus startete Rakusz mit Erika Mészáros auch in der Konkurrenz mit dem Zweier-Kajak. Nach einem dritten Platz im Vorlauf und einem ersten Platz im Halbfinale zogen sie in den Endlauf ein, den sie auf dem vierten Platz beendeten und damit einen weiteren Medaillengewinn knapp verpassten. Sie erreichten 0,58 Sekunden hinter Annemiek Derckx und Annemarie Cox aus den Niederlanden das Ziel.
Éva Rakusz gewann ihre erste Medaille bei Weltmeisterschaften im Jahr 1981 in Nottingham, als sie im Einer-Kajak über 500 Meter Vizeweltmeisterin wurde. 1982 in Belgrad belegte sie im Einer-Kajak und im Vierer-Kajak jeweils über 500 Meter den dritten Platz. 1985 wurde sie in Mechelen mit dem Vierer-Kajak wie schon 1982 nochmals Dritte, ehe ihr 1986 in Montreal schließlich im Vierer-Kajak der erste Titelgewinn gelang. 1987 schloss sie die Weltmeisterschaften in Duisburg mit dem Vierer-Kajak auf dem zweiten Platz ab.